# فرازگرا (میوه)
فرازگرا یک مرحله از رسیدن میوه در ارتباط با افزایش تولید هورمون اتیلن و افزایش تنفس سلولی است. به طور کلی میوه‌های گوشتی را می‌توان بر اساس داشتن یا نداشتن افزایش تنفس سلولی در آغاز مرحلهٔ رسیدگی به دو گروه تقسیم کرد. این افزایش میزان تنفس ممکن است پیش یا همراه با افزایش اتیلن باشد و تفاوت‌های مشخصی در این دو گروه میوه وجود دارد.  سیب، موز، خربزه، زردآلو، و گوجه‌فرنگی میوه‌های فرازگرا هستند. مرکبات، انگور، و توت فرنگی نافرازگرا هستند (آنها بدون اتیلن و با قطع تنفس می‌رسند). میوه‌های فرازگرا مانند موز و گوجه‌فرنگی را می‌توان پس از پایان نمو، چید و در انبار با افشاندن اتیلن رساند. یک تفاوت کلیدی بین میوه‌های فرازگرا و نافرازگرا (به ویژه برای تولید تجاری) این است که میوه های فرازگرا پس از برداشت، همچنان به رسیدن ادامه می‌دهند، در حالی که میوه‌های نافرازگرا  این کار را نمی‌کنند. 